# Armée du Danube
L'Armata del Danubio (in francese: Armée du Danube) fu un esercito messo in campo dal Direttorio francese per la campagna del 1799 nel sud-ovest dell'alta valle del Danubio. Fu costituita il 2 marzo 1799 con il semplice espediente di rinominare l'Armata di Osservazione del Reno, che aveva precedentemente avuto il compito di osservare i movimenti austriaci sul confine tra la Prima Repubblica francese e il Sacro Romano Impero. Il primo comando fu affidato al generale Jean-Baptiste Jourdan.
La formazione dell'esercito era parte della strategia a lungo termine del Direttorio di minare l'influenza asburgica nel Sacro Romano Impero e, al contrario, di rafforzare l'egemonia francese in Europa centrale dopo le guerre della prima coalizione e il trattato di Campoformio del 1797. Nonostante il trattato, l'Austria e la Francia rimanevano sospettose l'una dell'altra e delle reciproche manovre: scopo dell'Armata di Osservazione era di vigilare su eventuali trasgressioni sul confine austriaco. Una volta compreso che i negoziati in corso al Congresso di Rastatt non stavano portando da nessuna parte, all'Armata di Osservazione fu ordinato di attraversare il Reno. Una volta attraversato il Reno fu ridenominata Armata del Danubio, con il compito di garantire posizioni strategiche nella Germania sud-occidentale (oggi Baden-Württemberg) e affrontare l'armata austriaca dell'accorrente arciduca Carlo. Nel frattempo, l'Armata di Helvetia, sotto il comando di Andrea Massena, si sarebbe assicurata posizioni strategiche come il Passo del San Gottardo, l'altipiano svizzero, e la parte superiore del bacino idrografico del Reno.
L'armata prese parte a quattro battaglie. Nelle battaglie di Ostrach e nella prima di Stockach, si ritirò dopo aver subito pesanti perdite. Dopo la riorganizzazione, nella quale i suoi elementi furono combinati con l'armata di Massena in Svizzera, all'inizio di giugno del 1799 si dovette nuovamente ritirare dopo un duro scontro con le superiori forze dell'arciduca Carlo a Zurigo. Solo nella seconda battaglia di Zurigo l'Armata del Danubio riuscì ad assicurarsi una vittoria incontrastata. Nel mese di dicembre 1799 l'armata si fuse con l'Armata del Reno.

## Contesto storico
Inizialmente alcuni governanti europei, come Giuseppe II d'Asburgo-Lorena imperatore del Sacro Romano Impero, interpretarono la rivoluzione francese come un affare interno tra il re di Francia Luigi XVI e i suoi sudditi, e non come qualcosa in cui essi avrebbero dovuto interferire. Non appena però lo scontro cominciò a fondarsi su una retorica più spiccatamente antimonarchica e repubblicana, divenendo più stridente, le monarchie iniziarono a valutare lo sviluppo degli eventi con maggiore diffidenza e apprensione. Leopoldo II d'Asburgo-Lorena, che era succeduto come imperatore a Giuseppe II nel 1791, assistette alla situazione in cui erano coinvolti la sorella Maria Antonietta e i suoi figli, con sempre maggiore allarme. Nonostante la rivoluzione avesse già assunto una connotazione sempre più radicale, aveva ancora cercato di evitare la guerra ma, verso la fine dell'estate, egli, i maggiori esponenti della nobiltà francesi rifugiati in Austria e Federico Guglielmo II di Prussia, rilasciarono la Dichiarazione di Pillnitz, in cui affermavano la comunione di interessi tra i monarchi d'Europa e quelli di Luigi e della sua famiglia. La dichiarazione conteneva anche velate, ma gravi minacce come conseguenza all'eventualità che fosse successo qualcosa alla famiglia reale francese.
Entro il 1792 le posizioni repubblicane in Francia divennero sempre più difficili. Approfittando dell'aggravarsi dei problemi economici e sociali interni, i rifugiati francesi all'estero cominciarono a battersi a sostegno di una contro-rivoluzione al fine di ripristinare nel paese una monarchia assoluta. In prima linea c'erano il principe Condé (cugino di Luigi XVI), suo figlio Luigi-Enrico-Giuseppe, duca di Borbone, e suo nipote Luigi-Antonio Enrico di Borbone-Condé, duca d'Enghien. Dalla loro base a Coblenza, subito oltre il confine francese, cercarono di ottenere il supporto delle case reali d'Europa per un loro intervento militare diretto, e loro stessi arruolarono un piccolo esercito. L'ascesa del giovane e intransigente Francesco II, eletto alla morte del padre nel luglio 1792 come imperatore del Sacro Romano impero, contribuì a incrementare il disagio politico in Francia.

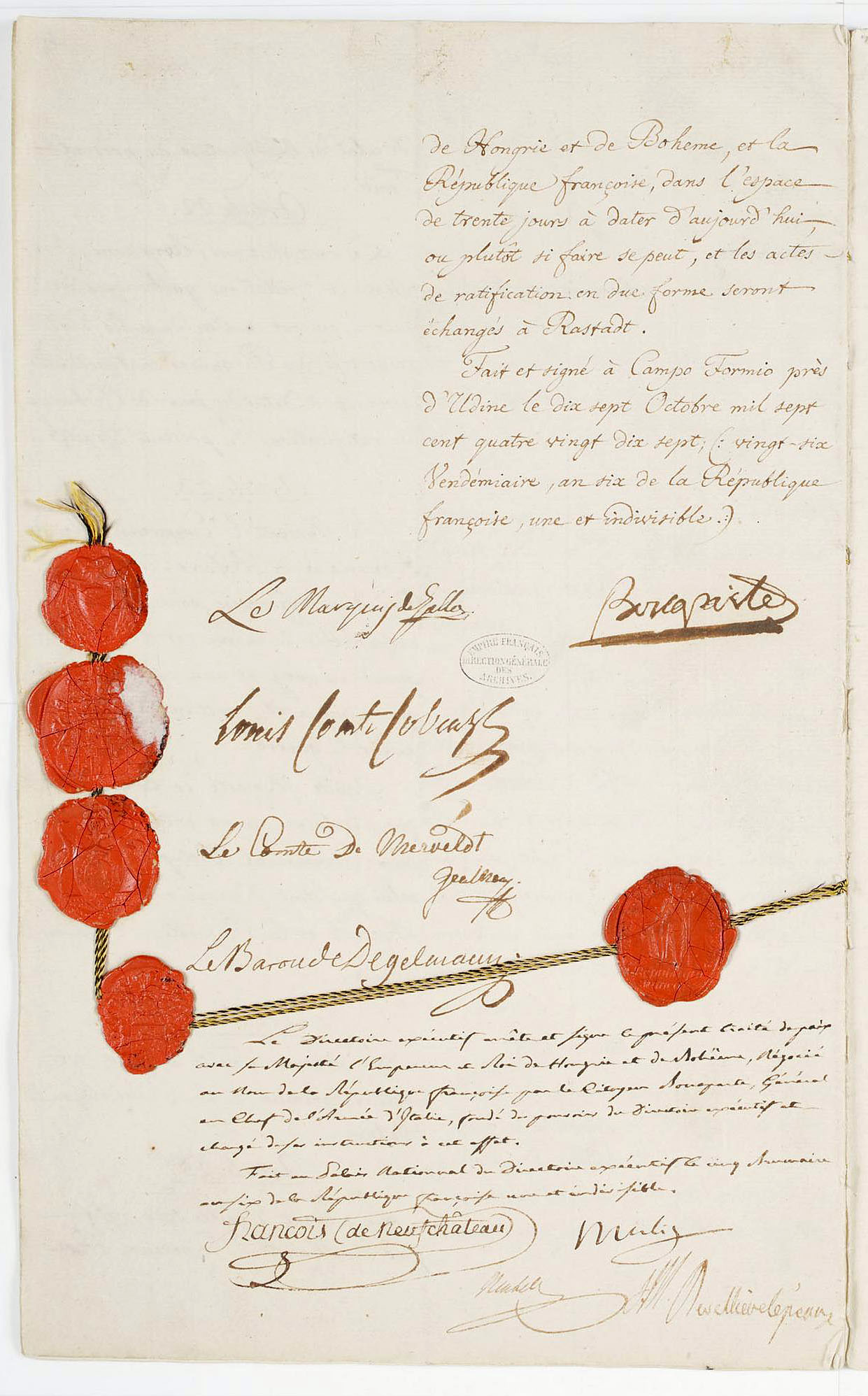
L'originale del trattato di Campoformio (Archivi Nazionali Francesi)

Il 20 aprile 1792 la Convenzione nazionale francese dichiarò guerra all'Austria. In questo conflitto, che fu in seguito denominato guerra della prima coalizione (1792-1798), la Francia si scontrava con la maggior parte degli stati europei con i quali condivideva confini terrestri o acquatici, più il Portogallo e l'Impero ottomano. 
Sebbene inizialmente le forze della prima coalizione ottennero numerose vittorie iniziali sui campi di Verdun, Kaiserslautern, Neerwinden, Magonza, Amberg e Würzburg, l'importante successo nel 1794 delle armate rivoluzionarie francesi nella battaglia di Fleurus in Belgio, ma soprattutto gli sforzi e le brillanti vittorie di Napoleone Bonaparte nell'Italia settentrionale e centrale, respinsero alla fine le forze coalizzate portando alla negoziazione della pace con l'Austria, prima con l'accordo preliminare di Leoben (17 aprile 1797) e quindi col successivo trattato di Campoformio (ottobre 1797), sancendo di fatto la sconfitta della prima coalizione.
Dall'ottobre 1797 fino al marzo 1799, i firmatari del trattato di Campoformio evitarono ogni scontro armato. Nonostante il loro accordo però, i due contendenti principali, la Francia e l'Austria, rimanevano estremamente sospettosi riguardo alle rispettive politiche. Ad aggravare la situazione, diversi incidenti diplomatici minarono l'accordo, i francesi rivendicavano territori supplementari non menzionati nel trattato mentre gli Asburgo erano riluttanti a consegnare anche i territori concordati. Il Congresso di Rastatt si dimostrò incapace di orchestrare il trasferimento di territori per compensare i principi tedeschi per le loro perdite. In Italia al rifiuto di Ferdinando I delle Due Sicilie di pagare un tributo alla Francia, seguì una ribellione generale nel napoletano, la conseguente repressione francese, e la successiva istituzione della Repubblica Napoletana. Nei cantoni svizzeri i ribelli repubblicani, sostenuti dall'esercito francese, rovesciarono il governo centrale a Berna e fondarono la Repubblica Elvetica.
Ulteriori fattori contribuirono alle crescenti tensioni. Sulla rotta per l'Egitto Napoleone si era fermato sull'isola di Malta allontanando con la forza dai loro possedimenti gli Ospitalieri e attirandosi le ire dello zar russo Paolo I di Russia che era il capo onorario dell'Ordine. Il Direttorio francese era inoltre convinto che gli austriaci stessero tramando per iniziare un'altra guerra. Infatti, più debole appariva la neonata Repubblica francese, più seriamente gli austriaci, i napoletani, i russi e gli inglesi discutevano questa possibilità. La situazione precipitò quando in Svizzera i Grigioni accolsero nelle loro valli le truppe austriache e in Austria il cancelliere austriaco Johann von Thugut autorizzò le truppe russe ad attraversare il territorio asburgico, innescando la reazione del Direttorio che, nonostante l'inferiorità di forze, decise che il momento fosse opportuno per avventurarsi in un'altra campagna nel nord Italia e nel sud-ovest della Germania.

## Scopo e formazione
I pianificatori militari di Parigi avevano compreso che il controllo del nord della valle del Reno, dei territori tedeschi del sud-ovest e della Svizzera era di importanza strategica vitale per la difesa della Repubblica. I passi e l'altopiano svizzeri consentivano un rapido accesso al nord Italia e alla valle del Danubio, di conseguenza l'esercito che ne avesse mantenuto il possesso avrebbe potuto spostare le truppe da e per i teatri bellici del nord e del sud con rapidità. Il Reno costituiva un ostacolo formidabile per quella che i francesi paventavano come una probabile aggressione austriaca su quel confine, e la nazione che ne avesse controllato gli attraversamenti sarebbe stata in grado di controllare il fiume stesso. Infine, il controllo del corso superiore del Danubio avrebbe permesso alla Francia di spostare agevolmente le sue truppe dall'Italia fino al Mare del Nord, o in qualsiasi punto in mezzo che offrisse un grande valore strategico.

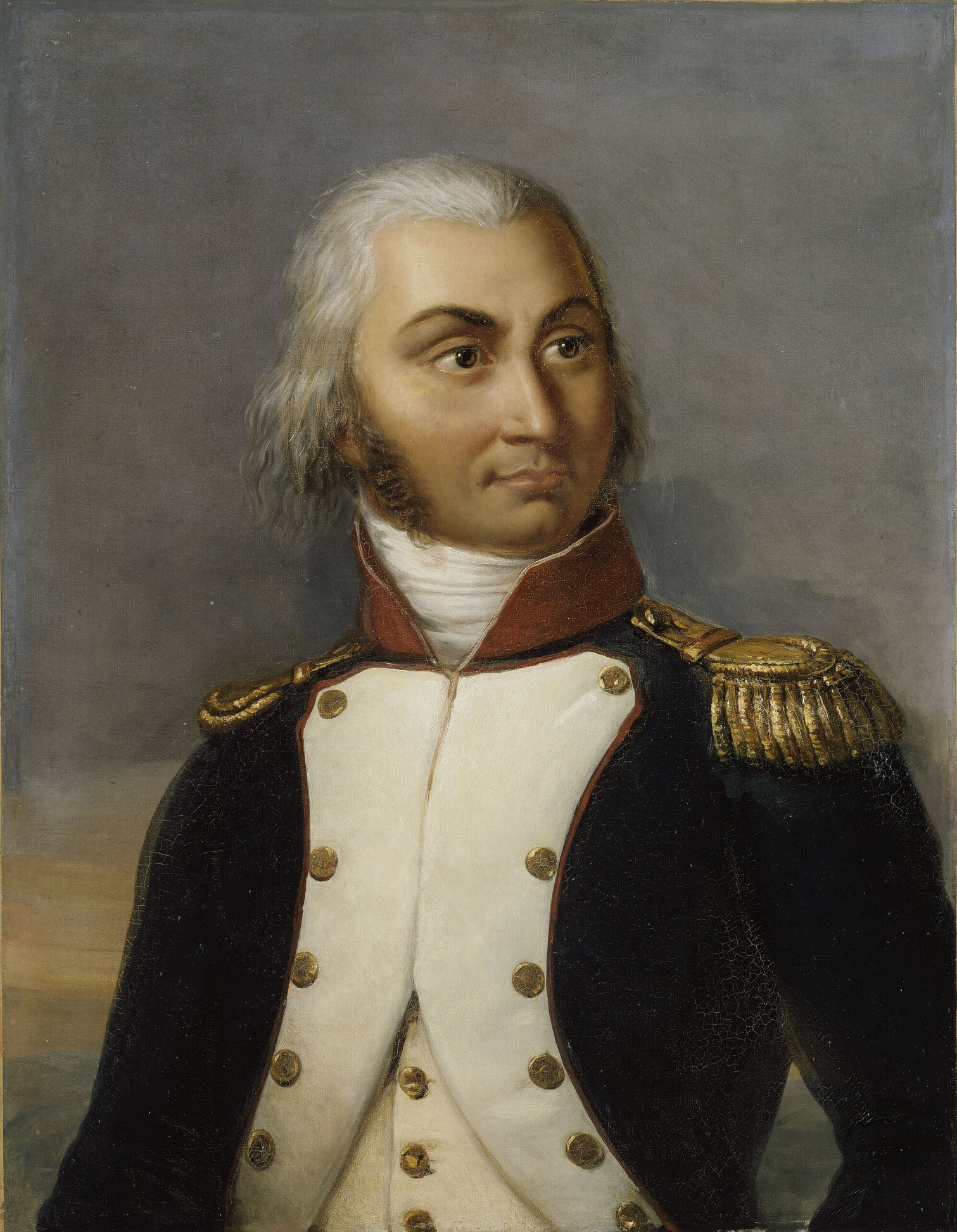
Il maresciallo Jean-Baptiste Jourdan.

A questo scopo, nei primi di novembre 1798 Jourdan arrivò a Hüningen, vicino alla città svizzera di Basilea, per prendere il comando dell'Armata di Osservazione, così chiamata perché la sua funzione era quella di osservare la sicurezza del confine francese sul Reno. Una volta sul posto, Jourdan iniziò la valutazione della qualità e della disposizione delle forze ai suoi ordini e a individuare i rifornimenti e il numero di uomini necessari. Trovò l'armata del tutto inadeguata ai compiti ai quali era stata assegnata. Secondo il generale francese anche le armate di supporto, l'Armata di Helvetia (di stanza in Svizzera) e quella di Magonza, erano ugualmente a corto di uomini, materiali di consumo, munizioni e carenti di addestramento. Jourdan documentò assiduamente queste mancanze, sottolineando in una lunga corrispondenza con il Direttorio le nefaste conseguenze dell'impiego di un esercito sotto-equipaggiato e scarsamente provvisto; le sue petizioni sembrarono però avere poco effetto sul Direttorio che non inviò nessun significativo rinforzo di uomini né forniture supplementari.
Gli ordini di Jourdan prevedevano di portare l'armata in Germania e garantirsi posizioni strategiche, in particolare sulle vie di collegamento tra Stockach e Sciaffusa, al confine più occidentale del lago di Costanza. Allo stesso modo, come comandante dell'Armata di Helvetia, Andrea Massena doveva assicurarsi posizioni strategiche in Svizzera, in particolare il San Gottardo, i passi sopra Feldkirch, soprattutto quello di Maienfeld (St. Luciensteig), e mantenere il possesso dell'altopiano centrale a Zurigo e dintorni e a Winterthur. Il possesso di queste posizioni avrebbe impedito agli alleati della Seconda Coalizione di movimentare truppe avanti e indietro tra i teatri del nord Italia e quelli tedeschi, e assicurare invece l'accesso francese a questi passaggi strategici. In definitiva, questo posizionamento avrebbe permesso ai francesi di controllare tutte le strade occidentali da e per Vienna. Infine, per completare la manovra di isolamento di Vienna, l'Armata di Magonza avrebbe pattugliato le regioni a nord, bloccando gli ulteriori accessi da e per Vienna da una qualsiasi delle province settentrionali, o dalla Gran Bretagna.

## L'attraversamento del Reno

Le divisioni francesi (in rosso) e l'armata austriaca (in giallo) convergono su Ostrach nel marzo 1799.

Il 1º marzo 1799 l'Armata di Osservazione, con una forza compresa tra i 25 000 e i 30 000  uomini circa (a seconda delle fonti), attraversò il Reno a Kehl e Basilea suddivisa in quattro divisioni, con l'ordine di inoltrarsi per la Foresta Nera fino alle sorgenti del Danubio. Il 2 marzo l'armata fu rinominata Armata del Danubio e posta agli ordini diretti del Direttorio francese.
Dalle memorie di Jourdan apprendiamo che l'avanguardia, agli ordini del generale François Joseph Lefebvre, contava circa 9 000 uomini compreso un fianco sinistro distaccato di 3 000 soldati agli ordini del brigadiere generale Dominique-Joseph René Vandamme, che aveva il compito di osservare i movimenti che il nemico avrebbe potuto fare nel Ducato di Württemberg e prevenire l'eventuale arrivo di forze imperiali da Stoccarda. La 1ª divisione, con circa 8 000 uomini era al comando del generale Pierre Marie Barthélemy Ferino; la 2ª divisione, contava circa 7 000 soldati sotto il generale Joseph Souham; la 3ª circa 7 000 uomini sotto Laurent Saint-Cyr e costituiva il fianco sinistro. Alla riserva, con circa 3 000 uomini, fu posto il generale Jean Joseph Ange d'Hautpoul.
L'armata avanzò in quattro colonne. La prima divisione, costituente l'ala destra, si concentrò a Hüningen, attraversò a Basilea e avanzò verso est lungo la riva settentrionale del fiume Reno verso il lago di Costanza. L'avanguardia attraversò a Kehl, e Vandamme che ne aveva temporaneamente il comando la condusse a nord-est attraverso le montagne, via Freudenstadt. Questa colonna divenne successivamente il fianco sinistro. Essa fu seguita sul Reno, sempre da Kehl, dalla 2ª divisione. La 3ª divisione e la riserva attraversarono insieme sempre a Kehl, e poi si divisero in due colonne: la 3ª divisione si mise in movimento attraverso la Foresta Nera via Oberkirch, e la riserva, con la maggior parte dell'artiglieria e della cavalleria, prese una via più a sud attraversando la valle di Friburgo in Brisgovia, dove avrebbe trovato più foraggio, e quindi attraversò le montagne superando il Titisee fino a Löffingen e Hüfingen.
Sebbene Jourdan avrebbe potuto immediatamente stabilire una posizione protetta dal versante orientale dei rilevi della zona, e anzi la prudenza avrebbe consigliato di fare esattamente questo, egli si spinse a est attraverso la pianura del Danubio, stabilendo una posizione temporanea tra Rottweil e Tuttlingen. Alla fine condusse l'armata ancora più a est fino a stabilire una linea centrata su Pfullendorf. Il piano era di affrontare l'armata austriaca al comando dell'arciduca Carlo sull'altopiano di Ostrach.
Anche se questo poteva sembrare un buon piano, la scelta di Jourdan del terreno di scontro gli avrebbe in seguito creato diversi problemi. La pianura sottostante Pfullendorf era costellata di torrenti e ruscelli come l'Ostrach, affluente del Danubio, che era alimentato dalle paludi e dagli acquitrini circostanti il villaggio; nella primavera della maggior parte degli anni, questo non era il miglior terreno da scegliere per una battaglia campale. Anche se da Pfullendorf e dai rilievi a nord del villaggio di Ostrach, Jourdan avrebbe potuto stabilire vantaggiose posizioni di artiglieria, la morbidezza del terreno paludoso avrebbe diminuito l'impatto e l'effetto dell'artiglieria sulle linee austriache. La palude era anche molto soggetta a foschie e nuvolosità, che avrebbero ostacolato la pianificazione visiva e le tattiche da essa dipendenti. Inoltre, la morbidezza del terreno avrebbe reso complicato l'utilizzo della cavalleria, le cui manovre sarebbero comunque state rese più difficili dall'alta probabilità di presenza di nebbia. Infine, come Jourdan ben sapeva perché egli aveva precedentemente inviato agenti in Germania con istruzioni per identificare la posizione e la forza del suo futuro avversario, la maggior parte dell'esercito dell'arciduca Carlo aveva svernato immediatamente a est del Lech. Questo fiume era a meno di 64 chilometri di distanza dal luogo previsto dal generale francese per lo scontro e il passaggio degli austriaci sul Lech era stato facilitato dalla disponibilità di ponti, sia di costruzione permanente che pontoni temporanei, e comunque favorito da una traversata che si era svolta tutta in territorio amico.

## Battaglie

Battaglie dell'Armata del Danubio

Nel mese di marzo 1799 l'Armata del Danubio fu subito impegnata in due grandi battaglie, entrambe nel teatro tedesco del sud-ovest. Nello scontro di Ostrach tra il 20 e il 22 marzo 1799, in quella che fu la prima battaglia della Seconda coalizione, le forze austriache, sotto il comando dell'arciduca Carlo, sconfissero le forze francesi infliggendo loro perdite significative e costringendole a ritirarsi dalla regione. Queste ripiegarono verso ovest su nuove posizioni prima a Meßkirch (in alcune fonti indicata come Mößkirch), poi su Stockach e quindi su Engen. Nella seconda battaglia, il 25 marzo 1799 presso Stockach, l'esercito austriaco ottenne una vittoria decisiva sulle forze francesi, e ancora una volta respinse a occidente l'esercito francese. Jourdan incaricò i suoi generali di prendere posizioni nella Foresta Nera, e stabilì il quartier generale a Hornberg. Qui il generale francese cedette temporaneamente il comando dell'armata al suo capo di stato maggiore, il generale Jean Augustin Ernouf, e si recò a Parigi per chiedere al Direttorio rinforzi e truppe meglio addestrate. Le pretese di Jourdan non furono prese in considerazione ed egli alla fine richiese e ottenne un congedo per malattia. L'esercito fu riorganizzato, e una porzione posta sotto il comando di Andrea Massena e fusa con l'Armata di Helvetia. A seguito della riorganizzazione e del cambiamento al comando, l'armata partecipò alla battaglia di Winterthur, alla prima battaglia di Zurigo e, tre mesi dopo, alla seconda battaglia di Zurigo.

### Battaglia di Ostrach
Ai primi di marzo del 1799 l'Armata del Danubio si spinse in avanti fino a Pfullendorf e Ostrach, la prima una città imperiale della Svevia settentrionale e la seconda un villaggio vicino appartenente alla Abbazia Imperiale di Salem. L'obiettivo francese era quello di tagliare la linea austriaca in Svizzera, impedendo alle forze della Coalizione l'utilizzo del paese elvetico come comodo percorso via terra tra l'Europa centrale e meridionale e, isolando le loro armate nel nord Italia da quelle in Germania, ostacolarne la possibilità di assistersi l'un l'altra. Ovviamente dall'altro lato, se i francesi fossero riusciti a mantenere il possesso dei passi interni in Svizzera, avrebbero potuto continuare a utilizzare agevolmente queste vie per spostare le proprie forze tra i due teatri conservando due sbocchi strategici: uno permetteva, come aveva fatto per le truppe di Jourdan, di aggirare la Foresta Nera e dilagare facilmente nell'alto Danubio, l'altro di scendere attraverso i passi alpini del Canton Vallese e giungere direttamente nel Nord Italia.
La battaglia si svolse durante la Settimana Santa del 1799, tra la pioggia e la nebbia fitta, sulla palude a sud-est del villaggio. Inizialmente, il 20 marzo, i francesi riuscirono a prendere, e tenere per tutta la giornata, il villaggio di Ostrach e la vicina frazione di Hoßkirch. La mattina del 21 marzo però, come scrisse più tardi il generale Jourdan, l'esercito austriaco contrattaccò in gran forze, tanto che i suoi uomini sembrarono, riferendosi alle uniformi degli ussari e dei granatieri austriaci, scomparire in una nuvola di giubbe rosse. Quella sera, dopo più di 15 ore di impegno generale, gli austriaci aggirarono l'ala sinistra francese e la divisione di Saint-Cyr fu respinta sui rilievi di Pfullendorf. Alle prime luci della mattina successiva, appena si diradò la nebbia, Jourdan vide sotto i suoi occhi la formidabile forza dell'Arciduca schierata nella pianure sottostante. La strategia dell'Arciduca fece comprendere a Jourdan di non poter continuare a tenere la sua pur relativamente vantaggiosa posizione sulle alture di Pfullendorf. Appena si ritirò una parte del suo fianco destro rimase tagliata fuori dalla forza principale.
Anche se le vittime si contarono numerose da entrambe le parti e in quantità quasi uguali in valore assoluto, gli austriaci avevano però messo in campo una forza di combattimento molto più grande rispetto ai francesi: quasi 55 000 uomini a Ostrach, con altri 60 000 che erano dispiegati lungo una linea tra il lago di Costanza e Ulm. Così, mentre le vittime francesi ammontavano a più del 12 per cento della loro forza, quelle austriache erano circa del quattro per cento. I francesi furono respinti a Stockach dove, il 25 marzo, gli eserciti si affrontarono di nuovo, questa volta con maggiori perdite da ambo le parti, e una decisiva vittoria austriaca.

### Battaglia di Stockach
Nella battaglia di Stockach, Jean-Baptiste Jourdan e l'arciduca Carlo si affrontarono nuovamente; il primo comandava adesso una forza di oltre 35 000 uomini, mentre il secondo aveva ai suoi ordini quasi 75 000 soldati austriaci. Durante la battaglia, nel tentativo di radunare le sue truppe, Jourdan fu disarcionato e quasi calpestato a morte dai suoi stessi soldati, riuscendo solo fortunosamente a sfuggire alla cattura da parte degli austriaci. L'intervento personale dell'arciduca Carlo, nel momento cruciale della battaglia, fu fondamentale, facendo guadagnare alle sue truppe il tempo sufficiente per l'arrivo dei rinforzi. Alla fine i francesi furono sconfitti e ricacciati indietro sul Reno.
L'impegno generale fu brutale e sanguinoso. Prima dell'alba del 25 marzo, l'ala sinistra francese lanciò un violento attacco frontale sulla fascia destra austriaca, coordinato con attacchi all'ala sinistra. La feroce offensiva costrinse gli austriaci fuori dalla foresta sopra Liptingen in cui si erano posizionati durante la notte, e li spinse verso il villaggio di Schwanndorf. Temendo che le sue forze venissero aggirate, Carlo inviò in loro soccorso sei squadroni di lancieri del 1º Reggimento per sostenere le forze del generale Maximilian Friedrich von Merveldt sulla sua ala destra. Quindi egli stesso si vide costretto a intervenire nella mischia, arrivando con sei battaglioni di granatieri ungheresi e dodici squadroni di corazzieri della riserva, conducendoli personalmente in battaglia. Durante questa parte dello scontro, sia il principe di Anhalt che Karl Joseph Aloys zu Fürstenberg rimasero uccisi da proiettili vaganti francesi.
Sul fianco destro francese, il generale Pierre Marie Barthélemy Ferino tentò di respingere l'ala sinistra nemica, prima con un cannoneggiamento, poi con un attacco attraverso i boschi che circondavano i lati della strada tra Stockach e la piccola frazione di Asch. Una terza carica ebbe alla fine successo, ma le forze austriache riformarono una linea ordinata e l'artiglieria, disposta a cuneo, bombardò pesantemente le truppe francesi. Costretti a una carica alla baionetta, i francesi presero comunque la frazione di Wahlwies, ma le truppe di Ferino non furono in grado di tenerla e dovettero ritirarsi durante la notte.
Jourdan fu costretto a ordinare la ritirata generale dalla regione, diede istruzioni alle sue divisioni di ritirarsi lungo le stesse linee di marcia che avevano seguito per farvi il loro ingresso, e stabilì il suo quartier generale a Hornberg. Poiché la cavalleria non poteva trovare abbastanza foraggio sulle montagne, fu inviata a Offenburg.

### Battaglia di Winterthur
Alla metà di maggio del 1799, le truppe austriache al comando di Hotze avevano strappato ai francesi il controllo delle porzioni orientali della Repubblica Elvetica di recente formazione e le avevano cacciate fuori dal cantone dei Grigioni. L'armata personale dell'arciduca Carlo, della considerevole forza di 110 000 uomini, attraversò il Reno a ovest di Sciaffusa, con lo scopo di unirsi agli eserciti di Friedrich von Hotze e di Friedrich August Joseph von Nauendorf sull'altopiano svizzero nei pressi di Zurigo. I francesi dell'Armata di Helvetia e di quella del Danubio, ormai entrambe sotto il comando di Andrea Massena, cercarono di evitare che avvenisse questa fusione delle forze austriache al crocevia di Winterthur.
Massena inviò il neo promosso generale di divisione Michel Ney e parte dell'esercito del Danubio a Winterthur il 27 maggio 1799, con il compito di fermare l'avanzata austriaca dalla Svizzera orientale. Se gli austriaci fossero riusciti unire l'esercito di Hotze da est con quello di Nauendorf direttamente a nord di Zurigo, mentre l'arciduca Carlo si trovava già a nord e a ovest, i francesi in città si sarebbero trovati semicircondati e pericolosamente esposti.
La mattina del 27 maggio, Friedrich Freiherr von Hotze organizzò la sua forza in tre colonne e marciò verso Winterthur. Di fronte a lui, Michel Ney aveva schierato la sua forza sui rilievi intorno, il cosiddetto Ober-Winterthur, un anello di basse colline a circa 6 chilometri a nord della città. Il comandante generale della linea avanzata, Jean Victor Tharreau, aveva informato Ney che avrebbe inviato la divisione di Nicolas Jean-de-Dieu Soult a sostenerlo; Ney intese che questo significasse che il suo compito fosse quello di prendere posizione lungo tutta la linea degli avamposti, e che non sarebbe rimasto isolato perché la sua piccola forza avrebbe ricevuto rinforzi dalla divisione di Soult. Di conseguenza, Ney comandò alla sua brigata più debole, sotto il comando di Gazan, di spostarsi su una lunga valle verso Frauenfeld, e un'altra brigata, sotto il comando di Roget, di tenere il fianco destro, per prevenire qualsiasi manovra di affiancamento da parte austriaca.
A metà mattina, l'avanguardia di Hotze incontrò una moderata resistenza da parte della prima delle due brigate che Ney aveva a sua disposizione. Le truppe austriache avanzate sopraffecero rapidamente la brigada più debole e presero possesso dei boschi che circondano il piccolo villaggio di Islikon. Dopo essersi assicurato il controllo dei villaggi di Gundeschwil, Schottikon, Wiesendangen, e Stogen, più a ovest di Islikon, Hotze schierò due delle sue colonne di fronte al fronte francese, e una terza trasversalmente alla destra francese, come Ney aveva previsto che l'altro avrebbe fatto. Soult non apparve mai (era tribunale sotto corte marziale per un caso di insubordinazione), e Ney ritirò le sue forze attraverso Winterthur, raggruppandosi con la forza principale di Tharreau alla periferia di Zurigo. Il giorno dopo, l'esercito di Hotze si riunì con il grosso dell'esercito austriaco agli ordini dell'arciduca Carlo.

### Prima battaglia di Zurigo
Nella prima battaglia di Zurigo, tra il 4 e il 7 giugno 1799, circa 45 000 francesi e 53 000 austriaci si scontrarono sulle pianure intorno alla città. All'ala sinistra Hotze schierava 20 battaglioni di fanteria, più il supporto dell'artiglieria, e 27 squadroni di cavalleria, per un totale di 19 000 uomini. All'ala destra il generale Friedrich Joseph, Conte di Nauendorf ne comandava altri 18 000. Nella battaglia entrambe le parti pagarono un caro prezzo; sul versante francese il generale di brigata Cherin rimase ucciso, mentre su quello austriaco il Feldzeugmeister (generale di fanteria) Olivier Remigius von Wallis auf Carrighmain perse la vita cinque settimane dopo, il 9 luglio 1799, per le ferite riportate. Tra le file francesi si contarono 500 morti, 800 feriti e 300 prigionieri; tra quelle austriache, 730 morti, 1 470 feriti e 2 200 catturati. Inoltre, quando gli austriaci si impadronirono delle posizioni francesi in città, catturarono anche oltre 150 cannoni. In definitiva, il generale francese Andrea Massena cedette la città agli austriaci dell'arciduca Carlo e si ritirò al di là della Limmat, dove provvide a fortificare le sue posizioni. Le forze di Hotze ne disturbarono comunque la ritirata, e si assicurarono la riva opposta del fiume. Nonostante le aggressive manovre di Hotze a disturbo della ritirata francese, l'arciduca Carlo rinunciò all'inseguimento; Massena si stabilì quindi sulla sponda opposta della Limmat, senza alcuna minaccia da parte del corpo principale dell'esercito austriaco, con grande irritazione dell'ufficiale di collegamento russo, Aleksandr Ivanovič Osterman-Tolstoj.
Il 14 agosto 1799 una forza russa di 6 000 cavalieri, 20 000 fanti e 1 600 cosacchi, al comando del generale Aleksandr Michajlovič Rimskij-Korsakov, si unì a quelle dell'arciduca Carlo a Sciaffusa. In un'operazione di concerto con i russi, le truppe austriache tentarono di circondare il piccolo esercito di Massena sulle rive della Limmat, dove si era rifugiato nella primavera precedente. Per contrastare questa operazione, il generale Claude Lecourbe sferrò un attacco contro i ponti di barche sulle quali gli austriaci avevano attraversato il Reno, distruggendone la maggior parte e rendendo il resto inutilizzabile.
Prima che Carlo potesse riorganizzarsi, gli ordini pervenuti dal Consiglio aulico, il consiglio imperiale di Vienna responsabile della condotta della guerra, stravolsero i suoi piani: le truppe di Carlo avrebbero dovuto lasciare Zurigo nelle apparentemente capaci mani di Korsakov, riattraversare il Reno e marciare a nord verso Magonza. Carlo cercò di prendere tempo finché poté, ma alla fine dovette cedere agli ordini di Vienna. Di conseguenza le truppe russe sotto un generale alle prime armi sostituirono le truppe austriache e il loro esperto comandante esperto nel controllo di una città di grande importanza strategica. L'arciduca ritirò la sua forza a nord del Reno e marciò lentamente verso Magonza. In Italia, il generalissimo russo, Aleksandr Suvorov, si dichiarò inorridito quando fu informato di questa notizia. Egli aveva bisogno di una presenza austro-russa stabile in Svizzera per proteggere il suo fianco e pianificava di unirsi a questo esercito a settembre o al più tardi in ottobre. Sebbene alla fine l'ordine dato a Carlo di attraversare il Reno e marciare verso nord subì un contrordine, quando tali istruzioni lo raggiunsero, egli era ormai troppo lontano per tornare a Zurigo in tempo utile.

### Seconda battaglia di Zurigo

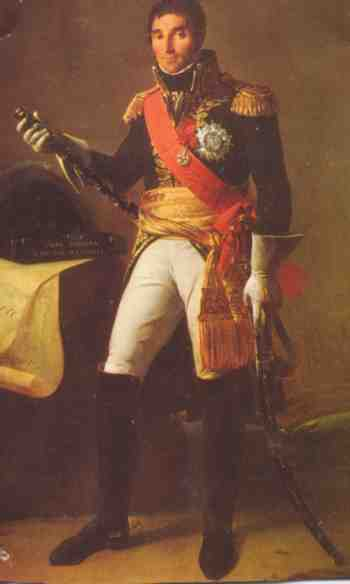
Andrea Massena, al comando diretto dell'Armata del Danubio nella prima e nella seconda battaglia di Zurigo

Nella Seconda battaglia di Zurigo i francesi ripresero il controllo della città, insieme a quello del resto della Svizzera. In particolare, Massena surclassò militarmente Korsakov; lo circondò, lo ingannò, e prese più di metà del suo esercito come prigioniero. Il generale francese catturò tutte le scorte e la maggior parte dei cannoni di Korsakov, infliggendogli oltre 8 000 perdite La maggior parte dei combattimenti si svolse su entrambe le rive della Limmat, fino alle porte di Zurigo, e in parte nella città stessa. Zurigo si era dichiarata neutrale, e ne fu evitata la distruzione totale. Il generale Nicolas Charles Oudinot comandava le forze francesi sulla riva destra mentre il generale Édouard Adolphe Casimir Joseph Mortier quelle a sinistra .
Il generale Soult condusse una piccola forza di circa 150 fucilieri dall'altra parte del fiume Linth —gli uomini tennero i lor o moschetti sopra le loro teste e guadarono con l'acqua all'altezza del torace — e protesse il luogo di attraversamento per il resto della forza. Il barone von Hotze, comandante delle forze austriache sul posto, avanzò su una posizione in prossimità di Richterswil per organizzare la sua difesa, ma fu ucciso da una palla di moschetto francese. Il suo successore, Franz Petrasch, non poté respingere i francesi e organizzò una ritirata dalla zona, ripiegando verso San Gallo e perdendo altri 8 000 uomini e alcuni cannoni. In seguito, ai primi di ottobre, Suvorov arrivò a San Gallo, ma le truppe austriache e russe che comandava furono respinte e il generalissimo fu costretto a portare i suoi uomini sulle Alpi verso il Vorarlberg, con conseguenti ulteriori perdite.

## Problemi organizzativi e di comando

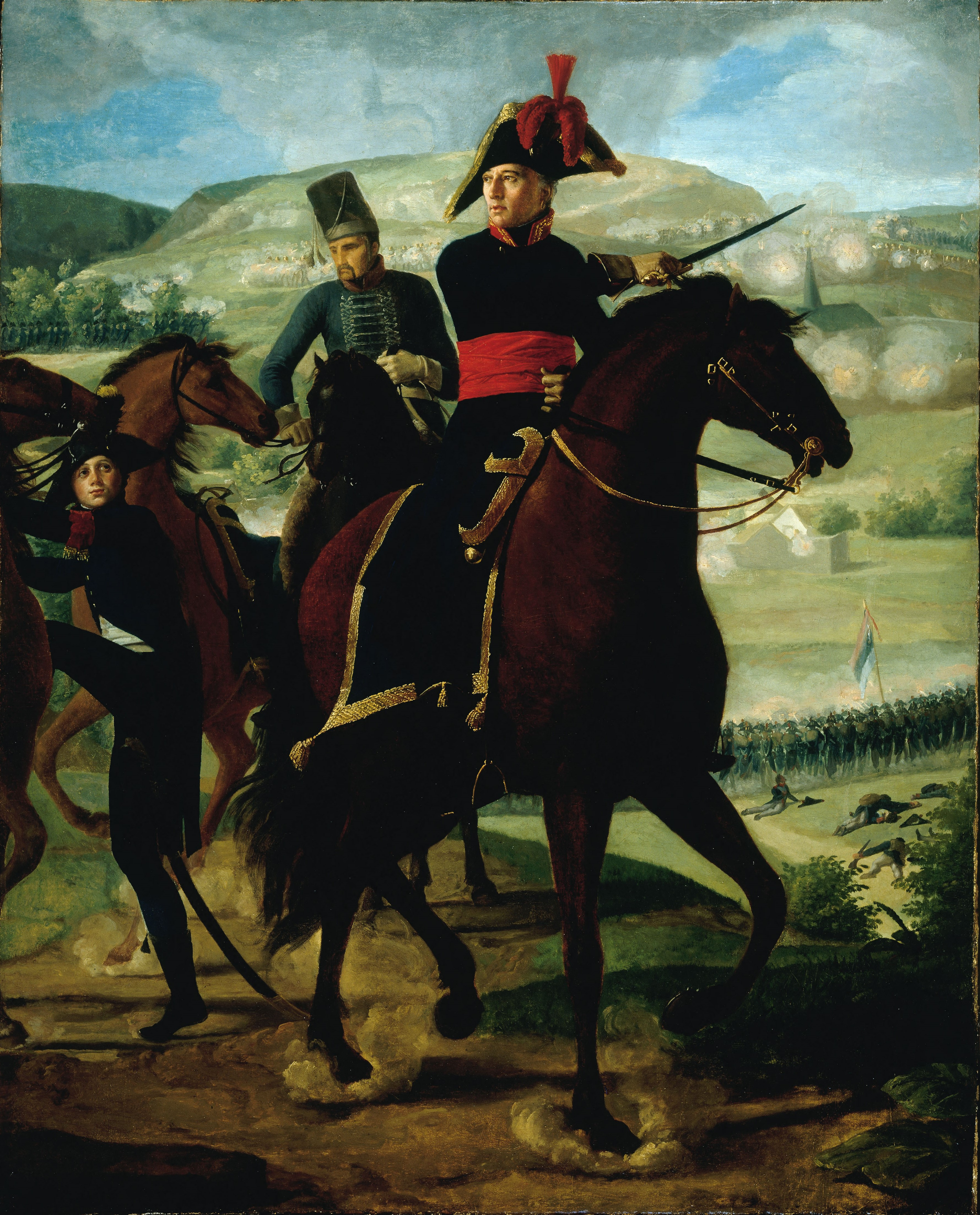
Louis Marie Turreau, comandante provvisorio, brevemente nominato dopo il colpo di stato di novembre.

Le armate francesi patirono in questo periodo una serie di problemi di comando, in particolare nelle prime operazioni nella Germania sud-occidentale. Dopo la sconfitta di Stockach, l'Armata del Danubio si ritirò nella Foresta Nera. Jourdan rimise provvisoriamente il comando a Ernouf, che era un capace ufficiale di stato maggiore, ma aveva un'esperienza insufficiente per tenere insieme una forza tanto eterogenea e demoralizzata, e si ritirò a Strasburgo per curare, veri o presunti, problemi di salute. Più tardi Massena arrivò per prendere il comando, ma l'organizzazione e la disciplina erano nel caos. Solo quattro generali di divisione erano rimasti al loro posto: Klein, Ferino, Souham, e Vandamme. Decaen era in stato di arresto a Strasburgo, in attesa di una corte marziale, così come lo era Hautpoul, per la sua incapacità di organizzare un tempestivo assalto di cavalleria a Stockach. Gli altri erano scomparsi in diverse parti del sud-ovest della Germania o era tornati in Francia. Nessuno sapeva dove fosse andato Bernadotte, mentre Saint-Cyr si era ritirato a Mannheim. Quest'ultimo era almeno raggiungibile. Lecourbe, che era stato ferito a Stockach, fu costretto a ritirarsi a Parigi per rimettersi; con un'astuta mossa strategica, vi rimase fino alla fine di novembre, quando fu in grado di offrire a Napoleone supporto diretto nel suo colpo di stato, e si guadagnò così l'attenzione e la gratitudine del Bonaparte.

### Palestra per marescialli
Fin dall'inizio l'Armata del Danubio contava tra le sue file cinque futuri marescialli di Francia: Jean-Baptiste Jourdan, il suo comandante in capo, François Joseph Lefebvre, Jean-Baptiste Drouet d'Erlon, Laurent de Gouvion-Saint-Cyr, e Édouard Adolphe Casimir Joseph Mortier. Dopo la sconfitta di Ostrach, l'esercito fu riorganizzato e il comando affidato ad un altro futuro maresciallo, Andrea Massena.

## Il destino finale dell'armata
L'Armata di Helvetia e i resti di quella del Danubio furono fuse in un comando congiunto sotto Andrea Massena nell'aprile 1799; nel mese di giugno, alcune unità dell'Armata del Danubio furono utilizzate per rafforzare quella del Reno. Le due armate furono successivamente fuse il 24 novembre 1799 per formarne una nuova più grande e denominata sempre Armata del Reno.

### Annotazioni
1. ↑  Massena inviò una demi-brigade per assicurarsi il possesso della città svizzera di Sciaffusa, sulla riva settentrionale del Reno, che garantiva la comunicazione tra le due armate[11].
2. ↑  In quel periodo era molto utilizzata la tecnica del "tiro di rimbalzo" o ricochet, che consisteva nello sparare il proietto in modo che non si conficcasse nel terreno, ma rimbalzasse diverse volte tra le linee nemiche moltiplicando l'effetto devastante della cannonata[14][15].
3. ↑  Anche se la fanteria asburgica indossava notoriamente uniformi bianche, alcune unità di granatieri e ussari ne indossavano di rosse. L'affermazione di Jourdan è confermata anche da fonti inglesi[20].
4. ↑  Oggi il villaggio è un quartiere di Neuhausen ob Eck.
5. ↑  Nel frattempo un'altra forza mista austro-russa di circa 40 000 soldati, al comando del generale Aleksandr Suvorov, si preparava a marciare in Svizzera dal nord Italia seguendo un percorso diverso[39].

### Fonti
1. 1 2 3  Blanning, pp. 41-59.
2. ↑  Blanning, pp. 230-232.
3. ↑  Gallagher, p. 70.
4. ↑  Thiers, pp. 299-300.
5. ↑  Mathiez e Lefebvre 1992, p. 473.
6. ↑  Blanning, p. 200.
7. ↑  Rothenberg, pp. 70-74.
8. ↑  Jourdan, pp. 69-90.
9. ↑  Jourdan, pp. 50-60;Rothenberg, pp. 70-74.
10. ↑  Jourdan, pp. 140-144;Thiers, p. 300.
11. 1 2 3  Jourdan, pp. 96-97.
12. ↑  Saint-Cyr, p. 108.;Gallagher, pp. 76-77.
13. ↑  Blanning, p. 232.;Rothenberg, p. 74.
14. ↑   Mariano d'Ayala, Dizionario militare francese-italiano, The British Library, 1841.
15. ↑   Dario Gariglio, 1706, l'assedio di Torino, Blu Edizioni, 2005, ISBN 978-88-7904-008-2.
16. ↑  Rothenberg, pp. 70-74; Jourdan, pp. 65–88; 96–100.; Blanning, p. 232.
17. ↑  Young, pp. 230-345; Gallagher, pp. 70-79; Jourdan, pp. 190-204.
18. ↑  Rothenberg, p. 74; Blanning, p. 232.
19. ↑   Francesco Vicari, La campagna di Suvorov attraverso le Alpi svizzere nel 1799 (PDF), in Rivista militare della Svizzera italiana, n. 4, luglio/agosto 1999,  p. 20. URL consultato il 18 ottobre 2014.
20. ↑  Jourdan, p. 145; The Times, 5 aprile 1799.
21. ↑  Alison, p. 115; Young, pp. 229-231.
22. ↑  Young, pp. 229-231.
23. 1 2  Smith, p. 148.
24. ↑  Smith, pp. 49-50.
25. ↑  Rothenberg, p. 74; Phipps, pp. 49-50.
26. ↑  Gallagher, p. 79.
27. ↑  Young, p. 230; Jourdan, pp. 197-199.
28. ↑  Jourdan, pp. 203-204; Young, p. 230.
29. ↑  Shadwell, p. 107.
30. 1 2 3  Clash, pp. 156-157.
31. 1 2 3 4  Shadwell, p. 108.
32. 1 2  Atteridge, p. 46.
33. ↑  Blanning, p. 233.
34. ↑  Smith, p. 158.
35. ↑  Smith riferisce che il numero delle vittime rimase oggetto di controversia.Smith, p. 158.
36. ↑  Blanning, pp. 233-234.
37. ↑  (DE) Jens-Florian Ebert, Feldmarschall-Leutnant Freiherr von Hotze in "Die Österreichischen Generäle 1792-1815", su napoleon-online.de. URL consultato il 9 aprile 2015.; Blanning, pp. 233-34.
38. ↑  Smith, p. 158.
39. ↑  Rothenberg, p. 74.
40. ↑  Blanning, p. 252.
41. 1 2  Longworth, p. 270.
42. ↑  (RU) Походы Суворова в Италии и Швейцарии (Le campagne di Suvorov in Italia e in Svizzera), su adjudant.ru, San Pietroburgo, Bogdanovič, 1846. URL consultato il 14 dicembre 2014..
43. ↑  Blanning, p. 253.
44. ↑  Thiers, pp. 394-395.
45. ↑  Blanning, p. 253.
46. ↑  (EN) Lina Hug and Richard Stead, Switzerland, New York, G.P. Putnam's Sons, 1902,  p. 361. Thiers, p. 395.
47. ↑  Longworth, pp. 270-271.
48. ↑  Phipps, p. 179.
49. ↑  Phipps, p. 57.
50. ↑  Phipps, pp. 90-94.
51. ↑  Thiers, pp. 324-325.
52. ↑  (EN) Nathan D. Jensen, Organization of French Revolutionary Armies 1791 - 1801, su arcdetriomphe.info. URL consultato il 14 aprile 2015.